# Gasan-myeon, Pocheon
Gasan-myeon (koreanska: 가산면) är en socken i kommunen Pocheon i provinsen Gyeonggi i den norra delen av Sydkorea, 35 km nordost om huvudstaden Seoul.